# Spyke
Spyke (Evan Daniels) er en tegneseriefigur der kortvarigt var medlem af X-Men i den animerede serie X-Men: Evolution.

## Oprindelige Design
Han var oprindelig beregnet til at blive kaldt Armadillo og have Afrofletninger.

## Evner
Spyke kan udvide eller trække sine knogler sammen. Han har også brug for at drikke meget mælk til at erstatte den calcium, han mister, når han anvender sine mutantkræfter. Han har også evnen til at heale sig selv hurtigt; i de senere episoder fik han bl.a. også evnen til at have ild for enden af sine pigge. Han er også i stand til at lade vokse hårde benplader på sin krop til beskyttelse.

## Biografi
Han blev født i New York city til en unavngiven far og Vivian Daniels. Hans mutantevner blev første gang bemærket i et spil basketball på high school ved hans tante Ororo. Efter at han senere drak en energidrik, der var giftig for mutanter, kom hans benplader frem, og han kunne ikke trække dem tilbage. Bagefter blev han forfulgt af de andre på baseballstadionet pga. at han var mutant, hvorefter han flygtede i kloakkerne, hvor han blev medlem af Morlocks (en gruppe af mutanter der angriber personer der begår hate-crimes mod mutanter) fordi han ønskede at kæmpe for mutanters rettigheder. Dog fik politiet og x-men stoppet hans planer og fik ham tilbage.